# Harmanec
Harmanec (německy Hermanetz či Hermannsdorf, maďarsky Hérmand) je obec na Slovensku v okrese Banská Bystrica. V blízkosti obce leží Harmanecká jeskyně a Čremošnianský tunel, nejdelší železniční tunel na Slovensku. 
V obci se nachází podnik SHP Harmanec (Slovak Hygienic Paper), kde se vyrábí toaletní papír a další výrobky z papíru a dále VKÚ Harmanec.